# Wybory parlamentarne na Sri Lance w 2010 roku
Wybory parlamentarne na Sri Lance w 2010 roku odbyły się 8 kwietnia 2010. W ich wyniku został wyłoniony skład nowego Parlamentu Sri Lanki. Zdecydowane zwycięstwo odniosła rządząca koalicja wyborcza prezydenta Mahindy Rajapaksy, która zdobyła większość miejsc w parlamencie. 

## Organizacja wyborów
Parlament Sri Lanki składa się z 225 członków wybieranych na sześć lat w głosowaniu proporcjonalnym. W wyborach w 2006 zwycięstwo odniósł Zjednoczony Ludowy Sojusz Wolności (United People's Freedom Alliance, UPFA), koalicja partii, w składzie której znalazła się również Partia Wolności Sri Lanki prezydent Chandriki Kumaratungi. 
W styczniu 2010 na Sri Lance odbyły się wcześniejsze wybory prezydenckie, w wyniku których reelekcję uzyskał prezydent Mahinda Rajapaksa. 9 lutego 2010 rozwiązał on parlament i ogłosił organizację nowych wyborów w dniu 8 kwietnia 2010. Czas na zgłaszanie kandydatów przypadł w okresie między 19 a 26 lutego. 
Faworytem wyborów pozostawał rządzący Zjednoczony Ludowy Sojusz Wolności. Opozycja, zjednoczona w styczniowych wyborach prezydenckich wokół kandydatury Saratha Fonseki, do wyborów parlamentarnych przystąpiła oddzielnie. Liderem i kandydatem na premiera największej koalicji partii opozycyjnych, Zjednoczonego Frontu Narodowego (United National Front, UNF), został Ranil Wickremesinghe. Janatha Vimukthi Peramuna utworzył natomiast koalicję Demokratyczny Sojusz Narodowy (Democratic National Alliance, DNA), na czele której stanął Sarath Fonseka. 
UPFA, UNF i DNA rywalizowały o mandaty we wszystkich 22 okręgach wyborczych, podczas gdy Tamilski Sojusz Narodowy (Tamil National Alliance, TNA) tylko w północnej i wschodniej części kraju. O mandaty ubiegało się 7680 kandydatów z 36 partii politycznych i 301 niezależnych grup. Do udziału w wyborach zarejestrowało się ponad 14 mln obywateli. Kampania wyborcza była stosunkowo spokojna jak na krajowe standardy. W jej trakcie odnotowano ponad 340 aktów przemocy, w których zginęła jedna osoba. Do zabezpieczenia głosowania w całym kraju rozlokowanych zostało prawie 80 tys. sił policji i wojska.
Celem UPFA było zdobycie większości 2/3 miejsc w parlamencie (150 miejsc) potrzebnych do samodzielnej zmiany konstytucji. Prezydent Rajapaksa zapowiadał m.in. utworzenie drugiej izby parlamentu w celu zwiększenia reprezentatywności mniejszości narodowych w organach państwa oraz zmiany w prawie wyborczym. Opozycja ostrzegała obywateli przed nadmierną koncentracją władzy w rękach jednego obozu politycznego i zarzuciła prezydentowi zamiar wprowadzenia zmian do konstytucji znoszących limit dwóch kadencji głowy państwa. 

## Głosowanie i wyniki

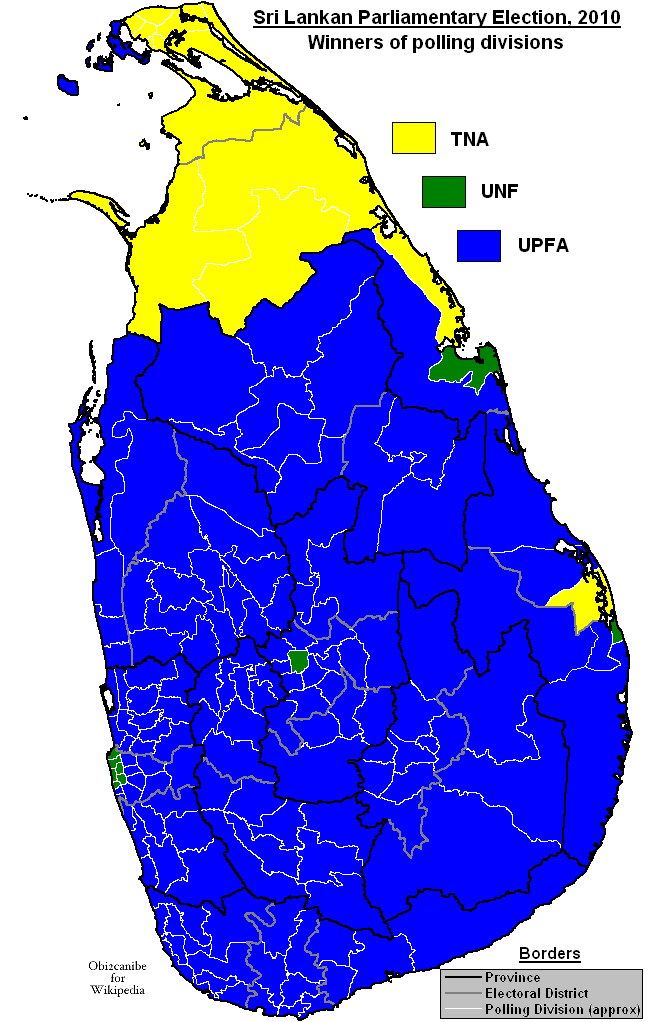
Zwycięzcy wyborów w poszczególnych dystryktach: UPFA - niebieski, UNF - zielony, TNA - żółty

Niezależnie Centrum Monitoringu Wyborczego odnotowało ponad 300 skarg dotyczących przebiegu głosowania w dniu 8 kwietnia 2010, z których 80% stanowiły skargi złożone przeciw rządzącej koalicji UPFA. W dystrykcie Kandy prorządowi działacze mieli uniemożliwić wyborcom oddawanie głosów, wtargnąć do punktu wyborczego i wypełniać urny wyborcze własnymi kartami. 
Pierwsze wyniki wyborów opublikowane dzień po głosowaniu wskazywały na zdecydowane zwycięstwo Zjednoczonego Ludowego Sojuszu Wolności (UPFA), który zdobył większość miejsc w parlamencie. Opozycyjny Zjednoczony Front Narodowy (UNF) uznał, że wybory nie były wolne i sprawiedliwe, a w czasie kampanii doszło do licznych aktów przemocy i nadużyć na wielką skalę. Ze względu na skalę przemocy wyborczej komisja wyborcza anulowała wyniki wyborów w dwóch regionach kraju i nakazała ich powtórzenie. 
Głosowanie w dystryktach Nawalapitiya i Trikunamalaja odbyło się 20 kwietnia 2010. Następnego dnia ogłoszone zostały oficjalne wyniki wyborów. Do parlamentu dostały się tylko cztery główne koalicje: rządzący UPFA zdobył 144 miejsc w 225-osobowym parlamencie, opozycyjny UNF - 60 mandatów, Tamilski Sojusz Narodowy - 14 mandatów, a Demokratyczny Sojusz Narodowy - 7. Prezydencka koalicja odniosła największe zwycięstwo od 1977 (do większości 2/3 miejsc zabrakło jej 6 mandatów), przy najniższej frekwencji wyborczej od czasu uzyskania niepodległości w 1947. 21 kwietnia 2010 prezydent Rajapaksa powołał na stanowisko szefa rządu D.M. Jayaratne. 22 kwietnia odbyło się pierwsze posiedzenie nowo wybranego parlamentu.
| Partia polityczna | Partia polityczna                         | Liczba głosów      | %      | +/– | Liczba mandatów | +/– |
| ----------------- | ----------------------------------------- | ------------------ | ------ | --- | --------------- | --- |
|                   | Zjednoczony Ludowy Sojusz Wolności (UPFA) | 4 846 388          | 60,33% |     | 144             | +39 |
|                   | Zjednoczony Front Narodowy (UNF)          | 2 357 057          | 29,34% |     | 60              | -22 |
|                   | Tamilski Sojusz Narodowy (TNA)            | 233 190            | 2,90%  |     | 14              | -8  |
|                   | Demokratyczny Sojusz Narodowy (DNA)       | 441 251            | 5,49%  |     | 7               | +7  |
|                   | Pozostałe partie                          | 155 831            | 1,93%  |     | 0               | -   |
|                   | Głosy nieważne                            | 596 972            |        | -   | -               | -   |
|                   | Razem                                     | 8 630 689 (61,26%) | 100%   | -   | 225             | -   |
| Źródło:           |                                           |                    |        |     |                 |     |